# Alfred Hérault
Pour les articles homonymes, voir Hérault.
Alfred Hérault, né le 27 août 1837 à Châtellerault et mort le 4 juillet 1926 à Paris, est un magistrat et homme politique français.

## Biographie
Alfred Hérault est le fils d'Élie-Edmond Hérault, avoué et banquier à Châtellerault, maire d'Antran, et d'Honorine Chasseloup d'Arbrissel (petite-nièce de Julien Augustin Chasseloup de Chatillon). Il suit sa scolarité au collège de Châtellerault et obtient sa licence en droit à Paris en 1857. Entre dans la banque familiale dirigée par son oncle à Châtellerault en 1859, il voyage en Angleterre, Italie, Belgique, Hollande et Suisse entre 1861 et 1868 et devient administrateur du Crédit foncier et du Crédit lyonnais.
Nommé sous-préfet de l'arrondissement de Châtellerault et lieutenant des mobilisés dans la région de la Vienne en 1870, il est élu conseiller municipal conseiller général l'année suivante. Siégeant au Conseil général de la Vienne jusqu'en 1919, il en devient le président le 20 août 1883. Elu député le 20 février 1876, Hérault siégea au centre gauche de la Chambre et fut des « 363 ». Il fut réélu, comme tel, le 14 octobre 1877 et le 21 août 1881.
Il est nommé sous-secrétaire d'État aux Travaux publics le 9 avril 1885, puis au ministère des Finances du 21 avril 1885 au 6 janvier 1886, vota pour les crédits de l'expédition du Tonkin, et ne fut pas renommé au renouvellement du 4 octobre 1885, n'ayant obtenu, sur la liste républicaine de la Vienne, que 39,435 voix sur 80,919 votants.
Il fut nommé conseiller-maître à la Cour des Comptes en 1885, président de la troisième Chambre en 1893, puis premier président de la Cour des comptes en 1909. Il prend sa retraite le 17 octobre 1912, après avoir présidé l'audience solennelle d'installation de la Cour dans le nouveau Palais Cambon le 16 octobre.
Propriétaire du château de Valençay à Antran, collaborateur au National de la Vienne, à L'Avenir de la Vienne et à L'Écho universel, il est membre de la Société des antiquaires de l'Ouest et de la Société des archives historiques du Poitou. Son nom a été donné à une rue de Châtellerault.
Il avait épousé Amélie Bonnet-Dufaulin, fille du propriétaire des grands magasins Aux Trois-Quartiers à Paris.
Il est inhumé au cimetière Saint-Jacques de Châtellerault, dans la Vienne.

## Publications
- Histoire de Châtellerault (1927, 4 volumes)
- Souvenirs, 1837-1870 (1931)

## Sources
- Dictionnaire biographique des magistrats de la Cour des comptes, 1807-2007, Documentation française, 2007
- Pierre Moinot, La Cour des comptes, éditions du Centre national de la recherche scientifique, 1984
- « Alfred Hérault », dans Adolphe Robert et Gaston Cougny, Dictionnaire des parlementaires français, Edgar Bourloton, 1889-1891 [détail de l’édition]